# Jordi Paleòleg (sebast)
Jordi Paleòleg (Georgius Palaeologus) fou un funcionari romà d'Orient de la família dels Paleòlegs, que tenia el títol de sebast. Va viure al segle xii. Va servir en diverses ambaixades per compte de l'emperador Manuel I Comnè. És membre d'una nissaga noble romana d'Orient extinta al segle xvii.
Un Jordi Paleòleg apareix implicat en una conspiració contra Isaac II Àngel però no és segur que es tracti del mateix personatge. Isaac II fou destronat i proclamat Aleix III Àngel (1195). Aquest darrer Jordi Paleòleg va morir en una batalla a Crizimon el 1199.